# 山海工学团遗址
山海工学团遗址，是位于上海市宝山区大场镇大华路龙珠苑200号的一处文物保护单位。

## 历史
山海工学团，成立于1932年10月1日，系陶行知创办的一种特殊的乡村教育组织，主张“工以养生，学以明生，团以保生”，推行半工半读，普及教育。
山海工学团从创办至1937年淞沪抗战爆发间，先后在红庙、沈家楼、萧场等村开设了六个分团，同时还建立了棉花、养鱼工学团和医务室、幼儿园、托儿所等。工学团总部还办了藤制品工厂、木工厂、织布厂，开辟了菜园。学生既读书、又学工、又种地。山海工学团所创立的学工农合一的模式，被推广到国内21个省和4个特别市和东南亚一带。1933年后，山海工学团成为中共地下党的活动据点。该团团长先后由马侣贤、张劲夫担任。抗日战争爆发后，山海工学团因开战而停办。大部分师生撤退到租界组成战地服务团。之后，有的赴延安、汉口，有的参加新四军，有的留沪坚持斗争。
1946年4月，陶行知自渝来沪，恢复工学团并定名山海实验乡村学校，马崇儒出任校长。1947年后乡村学校开设了七个分校，经济困难时曾受宋庆龄资助。中华人民共和国成立后，上海市人民政府教育局按公立学校标准全额拨款。1951年初，经周恩来批示，学校更名公立行知小学。文化大革命期间，学校被改名。1981年10月25日，在纪念陶行知诞辰90周年大会上，山海工学团宣告恢复，并举行恢复仪式。
山海工学团成立时初址在大场镇南孟家木桥张兰庭家，系新盖农舍，共有大小房间14间。抗日战争时毁于炮火。1946年复校时校址在沈家楼村原棉花工学团址，原为两间破平房，复校时新盖平房4间。80年代拆除，于1986年在原址扩建为陶行知纪念馆。纪念馆迁建后，市政改造，山海工学团旧址遭到较大程度的毁损，1992年6月1日公布为上海市文物保护单位。1995年，在位于大场镇大华路龙珠苑200号现址上建山海工学团，现为大场镇场南村村委会，其中一个楼面为上海市山海工学团协会办公场所。